# Liasse fiscale
Une liasse fiscale est, en France, un ensemble de déclarations fiscales remises par les professionnels (commerçants, indépendants, professions libérales) ou les sociétés soumises à l'IR (impôt sur le revenu) ou à l'IS (impôt sur les sociétés).
La liasse fiscale se compose de deux éléments distincts :
- la déclaration elle-même (différente selon le régime fiscal : Impôt sur les Sociétés (IS) , ou revenus catégoriels de l'Impôt sur le revenu des personnes physiques : BIC (Bénéfices Industriels et Commerciaux), BNC (Bénéfices Non-Commerciaux), BA (Bénéfices Agricoles), RF (Revenus Fonciers),
- les tableaux annexes.

## Enjeux de la liasse fiscale
À l'appui de leur déclaration annuelle de résultat, les entreprises doivent joindre un ensemble de tableaux normalisés, établis selon un système de base. Leur contenu varie avec le régime fiscal.

## Utilisation de la liasse fiscale
Bien qu'il ne s'agisse pas d'un document comptable stricto sensu (ni le Plan Comptable Général (PCG), ni le Code de Commerce ne prescrivent son établissement), cette obligation déclarative fiscale dépasse largement le simple champ des impôts, et s'est imposée, notamment dans les TPE et PME, comme un document de référence vis-à-vis des tiers.
Deux paramètres permettent d'expliquer cette situation :
d'une part, l'absence d'établissement de cette déclaration entraîne une sanction fiscale quasi automatique (évaluation forfaitaire du résultat), incitant donc les entreprises à l'établir. Le fait que cette déclaration soit adressée au service des impôts lui donne de plus une certaine crédibilité ;
d'autre part, il s'agit d'un document très normalisé, permettant un traitement accéléré (chaque case est identifiée par un code de 2 lettres), notamment pour les banques.
Parmi les principaux utilisateurs, citons, outre les services des Impôts :
- les banques (demande annuelle, notamment si l'entreprise demande un octroi de crédit) ;
- la Banque de France, pour sa mission d'information sur les entreprises non financières[1] (fichier FIBEN) ;
- et, plus généralement, toute personne souhaitant disposer d'informations détaillées, notamment lorsque les comptes annuels ne sont pas déposés au Greffe du Tribunal de Commerce.

### Déclaration des résultats
- Pour les BIC, la déclaration se fait sur le formulaire 2031 Bénéfices industriels et commerciaux [PDF]
- Pour les BNC, la déclaration se fait sur le formulaire 2035. Ses annexes spécifiques sont constituées de la 2035 A à 2035 G.
- Pour les SCI à l'IR, la déclaration se fait sur l'imprimé 2072
- Pour les BA, la déclaration se fait sur le formulaire 2139
- Pour l'IS, la déclaration se fait sur le formulaire 2065 Impôts sur les sociétés [PDF]

Les annexes sont composées pour les BIC ou l'IS des formulaires 2033-A à 2033-E pour le réel simplifié ou 2050 à 2059-G pour le réel normal.
Pour les revenus fonciers détenus en nom propre, il existe la déclaration 2044 qui se fait en même temps que la déclaration de revenus : toutefois, s'agissant d'une activité civile exercée par un particulier et non d'une entreprise/société, elle n'est pas considérée comme une liasse fiscale.

### Tableaux annexes
Régime simplifié :
- 2033-A : Bilan (Actif et Passif)
- 2033-B : Compte de résultat de l'exercice et détermination du résultat fiscal
- 2033-C : Immobilisations, amortissements, détermination des plus et moins-values
- 2033-D : Provisions inscrites au bilan
- 2033-E : Détermination de la valeur ajoutée produite au cours de l'exercice
- 2033-F : Composition du capital social
- 2033-G : Filiales et participations
- 2069 : Crédits d'impôts applicables

Régime normal :
Ces tableaux sont numérotés de 1 à 30, mais sont plus couramment désignés par leur numéro (ex. : 2058-C).
- 2050 : Bilan - Actif
- 2051 : Bilan - Passif
- 2052 : Compte de résultat de l'exercice (en liste)
- 2053 : Compte de résultat de l'exercice (suite)
- 2054 : Immobilisations (et, le cas échéant, 2054 bis : Tableau des écarts de réévaluation sur immobilisations amortissables)
- 2055 : Amortissements
- 2056 : Provisions inscrites au bilan
- 2057 : État des échéances des créances et des dettes à la clôture de l'exercice
- 2058-A : Détermination du résultat fiscal
- 2058-B : Déficits, indemnités pour congés à payer et provisions non déductibles
- 2058-C : Tableau d'affectation du résultat et renseignement divers
- 2059-A : Détermination des plus et moins-values
- 2059-B : Affectation des plus-values à court terme et des plus-values de fusion ou d'apport
- 2059-C : Suivi des moins-values à long terme
- 2059-D : Réserve spéciale des plus values à long terme et Réserve spéciale des provisions pour fluctuation des cours
- 2059-E : Détermination de la valeur ajoutée produite au cours de l'exercice
- 2059-F : Composition du capital social
- 2059-G : Filiales et participations
- 2067 : Relevé des frais généraux
- 2069 : Crédits d'impôts applicables

Liasse fiscale 2024.

### Modalités de déclaration
Le recours aux télédéclarations et au télépaiement est dorénavant obligatoire pour déclarer et payer la plupart des impôts professionnels.
Pour procéder à ses déclarations fiscales et payer ses impôts, une entreprise peut utiliser un des 2 modes de télétransmission suivants  :
- Mode EFI (échange de formulaires informatisés). L'entreprise peut faire ses déclarations et ses paiements directement sur internet à partir de l'espace abonné des professionnels.
- Mode EDI (échange de données informatisé). Les partenaires EDI envoient les déclarations et paiements de l'entreprise à l'administration fiscale. Il s'agit par exemple de l'expert-comptable ou d'un prestataire spécialisé (organisme de gestion agréé, association de gestion comptable).